# Madagassische Badmintonmeisterschaft 2010
Die Madagassische Badmintonmeisterschaft 2010 fand in Antananarivo statt.

## Austragungsort
- Palais des Sports Mahamasina, Antananarivo

## Finalergebnisse
| Disziplin    | Sieger                                      | Finalist                                            | Ergebnis          |
| ------------ | ------------------------------------------- | --------------------------------------------------- | ----------------- |
| Herreneinzel | Haja Vonjinirina Marc                       | Aina Vonjinirina Marc                               | 21:11 21:4        |
| Dameneinzel  | Fenohasina Rakotomalala                     | Stéphanie Rajerison                                 | 17:21 23:21 21:19 |
| Herrendoppel | Tolotra Marc Haja Vonjinirina Marc          | Aina Vonjinirina Marc Loca Vonjinirina Marc         | 21:9 21:18        |
| Damendoppel  | Fenohasina Rakotomalala Stéphanie Rajerison | Danielle Dolly Razafindramavo Eliane Raharimanarive | 21:11 21:7        |
| Mixed        | Haja Vonjinirina Marc Stéphanie Rajerison   | Lalamahefa Razakasoavina Eliane Raharimanarive      | 21:9 21:8         |